# Colonia 18 de Marzo, Puebla
Colonia 18 de Marzo är en ort i Mexiko.   Den ligger i kommunen Tehuacán och delstaten Puebla, i den sydöstra delen av landet, 210 km sydost om huvudstaden Mexico City. Colonia 18 de Marzo ligger 1 666 meter över havet och antalet invånare är 137.
Terrängen runt Colonia 18 de Marzo är huvudsakligen kuperad, men åt nordväst är den platt. Terrängen runt Colonia 18 de Marzo sluttar österut. Runt Colonia 18 de Marzo är det glesbefolkat, med 20 invånare per kvadratkilometer. Närmaste större samhälle är Tehuacán, 3,9 km nordost om Colonia 18 de Marzo. Trakten runt Colonia 18 de Marzo består till största delen av jordbruksmark.